# Emanuele Guidi
Emanuele Guidi, född 16 september 1969, är en sanmarinsk bågskytt. Han deltog vid olympiska sommarspelen 2012.